# Тельсон

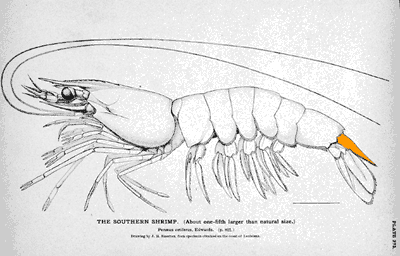
Схема, на якій зображений тельсон креветки

Тельсон — кінцевий сегмент тіла членистоногих, якій відрізняється від інших сегментів. Добре виражений тельсон наявний у багатьох групах ракоподібних. 
Особливий відділ тіла, не гомологічний сегментам, який містить анальний отвір. Від сегментів відрізняється тим, що не має власного ганглія черевного нервового ланцюжка і ніколи не несе справжніх кінцівок. В ембріональному розвитку закладається позаду зони росту, формує сегменти, і не містить зачатків целомічних порожнин.

## Ракоподібні
У багатьох ракоподібних тельсон несе фурку, або фуркальні гілки — зазвичай нерозчленовані придатки, часто озброєні шипами або щетинками.
У гіллястовусих раків великий тельсон носить назву постабдомен, так само його іноді називають і конхостраком. Серед фахівців з  копепод, прийнято називати тельсон останнім черевним сегментом, що слід враховувати при підрахунку числа черевних сегментів.
У десятиногих ракоподібних з групи Macrura тельсон входить до складу т.зв. «хвостового плавця». Він бере участь у забезпеченні «реакції втечі», коли рак (або креветка), кілька разів з силою підгинаючи черевце, швидко пливуть заднім кінцем тіла вперед.
У низки груп ракоподібних, зокрема в рівноногих та інших Peracarida, з тельсоном зростаються інші сегменти черевця, утворюючи плеотельсон. На плеотельсоні ракоподібних родини Parapseudidae виявлено спеціальні залози. У ротоногих тельсон має чимало виростів та лопатей, що дозволяє їм використовувати його при плаванні.

## Двопарноногі
У двопарноногих тельсон часто має грифельки, бородавки, щетинки. Він часто має парні анальні лопаті та непарну субанальну пластинку.

## Несправжній тельсон
Тельсоном прийнято також називати хвостовий шип мечохвостів і останній відділ метасоми  скорпіонів, на якому розташований отруйний шип. Обидві ці структури не гомологічні тельсону ракоподібних. До складу шипа мечохвостів входять кілька сегментів, що злилися з тельсоном, а у скорпіонів останній (шостий) відділ метасоми, ймовірно, є лише частиною анальної лопаті, оскільки анальний отвір знаходиться у них на останньому (п'ятому) сегменті метасоми.